# Xã Newton, Quận Whiteside, Illinois
Xã Newton (tiếng Anh: Newton Township) là một xã thuộc quận Whiteside, tiểu bang Illinois, Hoa Kỳ. Năm 2010, dân số của xã này là 450 người.